# Ghimpe pădureț
Ghimpele pădureț (Ruscus aculeatus) este un arbust eurasiatic, veșnic verde, cu lăstari plați.
Planta nu este nativă și nu crește în România, la temperaturi sub -12 grade Celsius moare.
În Grecia antică, ghimpele pădureț era folosită ca laxativ sau diuretic și, de asemenea, se credea că elimina pietrele la rinichi atunci când este adăugată în vin.

## Descriere
Crește până la lungimea de 80 cm cu ramuri rigide purtând cladode (tulpini modificate pentru a arăta ca frunzele) și frunze adevărate mai mici de 5 mm.
Florile cresc de la axilele frunzelor pe partea adaxială a cladodelor. Cele 6 tepale sunt de culoare verde pal, iar ovarele sau staminele sunt violete (plantă dioică).
Fructul de aproximativ 1 cm roșu, gros și rigid. Flori în axila bracteelor cladode până la 4 cm.

## Principii active
Principii active din ghimpele pădureț sunt saponine steroidice.
Saponinele apar în mod natural în plante ca glicozide și au proprietăți de formare a spumei.
Saponinele specifice găsite în ghimpele pădureț sunt ruscogeninele, ruscogenele și neoruscogeninele, numite după genul Ruscus.
Ruscogeninele funcționează ca agenți antiinflamatori și, de asemenea, se crede că provoacă constricția venelor.
În prezent, modul de acțiune al ruscogeninelor nu este bine înțeles, dar un mecanism propus sugerează că ruscogeninele suprimă migrarea leucocitelor atât prin reglarea proteinelor, cât și a ARNm. Neoruscogenina a fost identificată ca un agonist puternic și de mare afinitate al receptorului nuclear RORα (NR1F1).